# ريتشارد بلاكمور (روائي)
ر. دي. بلاكمور (بالإنجليزية: Richard Doddridge Blackmore)‏ (وُلد يوم 7 يونيو 1825 في المملكة المتحدة وتوفّي يوم 20 يناير 1900 في المملكة المتحدة)؛ هو كاتب وروائي بريطاني. درس في كلية إكستر.

## روابط خارجية
- ريتشارد بلاكمور على موقع الموسوعة البريطانية (الإنجليزية)
- ريتشارد بلاكمور على موقع ميوزك برينز (الإنجليزية)